# Reprise. Od początku, raz jeszcze
Reprise. Od początku raz jeszcze (oryg. Reprise) – norweska tragikomedia filmowa z 2006 roku w reżyserii Joachima Triera, będąca pełnometrażowym debiutem tego twórcy. Zdjęcia kręcono w Oslo i Paryżu.
Film został zgłoszony jako oficjalny norweski kandydat do Oscara dla najlepszego filmu nieanglojęzycznego, ale ostatecznie nie uzyskał nominacji.

## Główne role
- Anders Danielsen Lie − Phillip
- Espen Klouman-Hoeiner − Erik
- Viktoria Winge − Kari
- Odd-Magnus Williamson − Morten
- Silje Hagen − Lillian